# Đồng Mỏ
Đồng Mỏ là thị trấn huyện lỵ của huyện Chi Lăng, tỉnh Lạng Sơn, Việt Nam.

## Địa lý
Thị trấn Đồng Mỏ nằm ở trung tâm huyện Chi Lăng, có vị trí địa lý:
- Phía đông giáp xã Quan Sơn
- Phía tây giáp các xã Chi Lăng, Hòa Bình, Y Tịch
- Phía nam giáp tỉnh Bắc Giang
- Phía bắc giáp xã Mai Sao và xã Thượng Cường.

Thị trấn Đồng Mỏ có diện tích 35,64 km², dân số năm 2021 là 14.657 người, mật độ dân số đạt 411 người/km².

## Lịch sử
Địa bàn thị trấn Đồng Mỏ hiện nay trước đây vốn là thị trấn Đồng Mỏ và xã Quang Lang thuộc huyện Chi Lăng.
Đến năm 2018, thị trấn Đồng Mỏ có diện tích 4,76 km², dân số là 6.846 người, mật độ dân số đạt 1.438 người/km². Xã Quang Lang có diện tích 30,88 km², dân số là 7.429 người, mật độ dân số đạt 241 người/km².
Ngày 21 tháng 11 năm 2019, Ủy ban Thường vụ Quốc hội ban hành Nghị quyết số 818/NQ-UBTVQH14 về việc sắp xếp các đơn vị hành chính cấp xã thuộc tỉnh Lạng Sơn (nghị quyết có hiệu lực từ ngày 1 tháng 1 năm 2020). Theo đó, sáp nhập toàn bộ diện tích và dân số của xã Quang Lang vào thị trấn Đồng Mỏ.

## Đường phố
- Đường cao tốc Bắc Giang – Lạng Sơn
- Quốc lộ 279
- Quốc lộ 1
- Đường Lê Lợi (Quốc lộ 279 và Tỉnh lộ 234)
- Đường Đại Huề
- Đường Chu Văn An
- Đường Bà Triệu
- Đường Khu Ga
- Đường Hoàng Hoa Thám
- Đường Trần Lựu
- Đường Tô Hiệu
- Đường Cai Kinh
- Đường Thân Công Tài
- Đường Thân Cảnh Phúc